# Academia da Berlinda
Academia da Berlinda é uma banda brasileira formada em 2004 na cidade pernambucana de Olinda. Com uma sonoridade original representativa da vanguarda musical pernambucana, ela é caracterizada por uma estética híbrida que mescla diversos gêneros musicais, tais como os estilos latinos cumbia, guaracha e merengue, o surf music, e estilos do norte e nordeste brasileiros, a exemplo do carimbó, do maracatu, da ciranda e do coco. Seus albuns já contaram com a participação de diversos artistas consagrados, tais como Otto e Lia de Itamaracá.
A banda teve várias canções compondo a trilha sonora de filmes brasileiros, como o single Brega francês de seu álbum homônimo integrou a trilha sonora do filme O Palhaço, dirigido por Selton Mello., e o single Fui Humilhado de seu álbum Olindance, o qual compôs a trilha sonora do filme Tatuagem, dirigido por Hilton Lacerda.

## Integrantes
- Alexandre Urêa (voz e timbales);[1][2][3][4][6][7]
- Tiné (voz, pandeiro e maracá);[1][2][3][4][6][7]
- Yuri Rabid (baixo e voz);[1][2][3][4][6][7]
- Gabriel Melo (guitarra);[1][2][3][4][6][7]
- Hugo Gila (teclados);[1][2][3][4][6][7]
- Irandê Naguê (bateria e percussão);[1][2][3][4][6][7] e
- Tom Rocha (percussão e bateria)[1][2][3][4][6][7].

## Discografia
- Academia da Berlinda (2007);[2][4][6]
- Olindance (2011);[1][2][4][6]
- Nada sem ela (2016);[3][4][6]
- Descompondo o silêncio (2020).[6][7]